# منصورة (ولاية مستغانم)
منصورة إحدى بلديات دائرة ماسرة التابعة لولاية مستغانم.